# 第49回ゴールデングローブ賞
49th Golden Globe Awards

1992年1月18日
映画賞（ドラマ部門）: 

 バグジー 
映画賞（ミュージカル・コメディ部門）: 

 美女と野獣 
テレビシリーズ賞（ドラマ部門）: 

 たどりつけばアラスカ 
テレビシリーズ賞（ミュージカル・コメディ部門）: 

 Brooklyn Bridge 
第49回ゴールデングローブ賞（だい49かいゴールデングローブしょう）は、1991年の映画とテレビ番組を対象としており、1992年1月18日に発表された。

## 受賞とノミネート一覧

### 映画

#### 主演男優賞（ドラマ部門）
- ニック・ノルティ - 『サウス・キャロライナ/愛と追憶の彼方』
  - ウォーレン・ベイティ - 『バグジー』
  - ケビン・コスナー - 『JFK』
  - ロバート・デ・ニーロ - 『ケープ・フィアー』
  - アンソニー・ホプキンス - 『羊たちの沈黙』

#### 主演男優賞（ミュージカル・コメディ部門）
- ロビン・ウィリアムズ - 『フィッシャー・キング』
  - ジェフ・ブリッジス - 『フィッシャー・キング』
  - ビリー・クリスタル - 『シティ・スリッカーズ』
  - ダスティン・ホフマン - 『フック』
  - ケヴィン・クライン - 『ソープディッシュ』

#### 主演女優賞（ドラマ部門）
- ジョディ・フォスター - 『羊たちの沈黙』
  - アネット・ベニング - 『バグジー』
  - ジーナ・デイヴィス - 『テルマ&ルイーズ』
  - ローラ・ダーン - 『ランブリング・ローズ』
  - スーザン・サランドン - 『テルマ&ルイーズ』

#### 主演女優賞（ミュージカル・コメディ部門）
- ベット・ミドラー - 『フォー・ザ・ボーイズ』
  - エレン・バーキン - 『スウィッチ/素敵な彼女?』
  - キャシー・ベイツ - 『フライド・グリーン・トマト』
  - アンジェリカ・ヒューストン - 『アダムス・ファミリー』
  - ミシェル・ファイファー - 『恋のためらい/フランキーとジョニー』

#### 監督賞
- オリバー・ストーン - 『JFK』
  - バリー・レヴィンソン - 『バグジー』
  - ジョナサン・デミ - 『羊たちの沈黙』
  - テリー・ギリアム - 『フィッシャー・キング』
  - バーブラ・ストライサンド - 『サウス・キャロライナ/愛と追憶の彼方』

#### 作品賞（ドラマ部門）
- 『バグジー』
  - 『JFK』
  - 『テルマ&ルイーズ』
  - 『サウス・キャロライナ/愛と追憶の彼方』
  - 『羊たちの沈黙』

#### 作品賞（ミュージカル・コメディ部門）
- 『美女と野獣』
  - 『シティ・スリッカーズ』
  - 『フライド・グリーン・トマト』
  - 『ザ・コミットメンツ』
  - 『フィッシャー・キング』

#### 外国語映画賞
- 『僕を愛したふたつの国/ヨーロッパ ヨーロッパ』 -  ドイツ
  - 『ふたりのベロニカ』 -  フランス
  - 『ハイヒール』 -  スペイン
  - Lost in Siberia (Zateryannyy v Sibiri) -  ソビエト連邦
  - 『ボヴァリー夫人』 -  フランス
  - 『ニキータ』 -  フランス

#### 作曲賞
- 『美女と野獣』 - アラン・メンケン
  - At Play in the Fields of the Lord - ズビグニエフ・プレイスネル
  - 『バグジー』 - エンニオ・モリコーネ
  - 『愛と死の間で』 - パトリック・ドイル
  - 『フォー・ザ・ボーイズ』 - デイヴ・グルーシン
  - 『ロビン・フッド』 - マイケル・ケイメン

#### 歌曲賞
- 「ビューティー・アンド・ザ・ビースト〜美女と野獣」 - アラン・メンケン（作曲）、ハワード・アシュマン（作詞） - 『美女と野獣』
  - "Be Our Guest" - アラン・メンケン（作曲）、ハワード・アシュマン（作詞） - 『美女と野獣』
  - "Dreams to Dream" - ジェームズ・ホーナー（作詞・作曲）、ウィル・ジェニングス（作詞・作曲） - 『アメリカ物語2/ファイベル西へ行く』
  - "(Everything I Do) I Do It for You" - マイケル・ケイメン（作曲）、ブライアン・アダムス（作詞）、ロバート・ジョン・ラング（作詞） - 『ロビン・フッド』
  - 「ティアーズ・イン・ヘヴン」 - エリック・クラプトン（作曲）、ウィル・ジェニングス（作詞） - 『RUSH/ラッシュ』

#### 脚本賞
- 『テルマ&ルイーズ』 - カーリー・クーリ
  - 『バグジー』 - ジェームズ・トバック
  - 『わが街』 - ローレンス・カスダン、メグ・カスダン
  - 『JFK』 - ザカリー・スクラー、オリバー・ストーン
  - 『羊たちの沈黙』 - テッド・タリー

#### 助演男優賞
- ジャック・パランス - 『シティ・スリッカーズ』
  - ネッド・ビーティ - 『ヒア・マイ・ソング』
  - ジョン・グッドマン - 『バートン・フィンク』
  - ハーヴェイ・カイテル - 『バグジー』
  - ベン・キングズレー - 『バグジー』

#### 助演女優賞
- マーセデス・ルール - 『フィッシャー・キング』
  - ニコール・キッドマン - 『ビリー・バスゲイト』
  - ダイアン・ラッド - 『ランブリング・ローズ』
  - ジュリエット・ルイス - 『ケープ・フィアー』
  - ジェシカ・タンディ - 『フライド・グリーン・トマト』

### テレビ

#### 主演男優賞（ドラマ部門）
- スコット・バクラ - 『タイムマシーンにお願い』
  - マーク・ハーモン - Reasonable Doubts
  - ジェームズ・アール・ジョーンズ - Pros and Cons
  - ロブ・モロー - 『たどりつけばアラスカ』
  - キャロル・オコナー - 『新・夜の大捜査線』
  - サム・ウォーターストン - I'll Fly Away

#### 主演男優賞（ミュージカル・コメディ部門）
- バート・レイノルズ - Evening Shade
  - テッド・ダンソン - 『チアーズ』
  - ニール・パトリック・ハリス - 『天才少年ドギー・ハウザー』
  - クレイグ・T・ネルソン - Coach
  - エド・オニール - Married... with Children

#### 主演男優賞（ミニシリーズ・テレビ映画部門）
- ボー・ブリッジス - Without Warning: The James Brady Story
  - サム・エリオット - Conagher
  - ピーター・フォーク - 『新・刑事コロンボ/影なき殺人者』
  - サム・ニール - 『風に向かって』
  - シドニー・ポワチエ - 『裁かれた壁〜アメリカ・平等への闘い〜』

#### 主演女優賞（ドラマ部門）
- アンジェラ・ランズベリー - 『ジェシカおばさんの事件簿』
  - スーザン・デイ - 『L.A.ロー 七人の弁護士』
  - シャロン・グレス - 『女弁護士ロージー・オニール』
  - マーリー・マトリン - Reasonable Doubts
  - ジャニン・ターナー - 『たどりつけばアラスカ』

#### 主演女優賞（ミュージカル・コメディ部門）
- キャンディス・バーゲン - 『TVキャスター マーフィー・ブラウン』
  - カースティ・アレイ - 『チアーズ』
  - ジェイミー・リー・カーティス - Anything But Love
  - ロザンヌ・バー - Roseanne
  - ケイティ・セガール - Married... with Children

#### 主演女優賞（ミニシリーズ・テレビ映画部門）
- ジュディ・デイヴィス - 『風に向かって』
  - グレン・クローズ - 『潮風のサラ』
  - サリー・カークランド - 『ホーンテッド・ハウス』
  - ジェシカ・タンディ - 『おばあちゃんの贈り物』
  - リン・ウィットフィールド - 『裸の女王/ジョセフィン・ベイカー・ストーリー』

#### 作品賞（ドラマ部門）
- 『たどりつけばアラスカ』
  - 『ビバリーヒルズ高校白書』
  - I'll Fly Away
  - 『L.A.ロー 七人の弁護士』
  - 『ロー&オーダー』

#### 作品賞（ミュージカル・コメディ部門）
- Brooklyn Bridge
  - 『チアーズ』
  - Evening Shade
  - The Golden Girls
  - 『TVキャスター マーフィー・ブラウン』

#### 作品賞（ミニシリーズ・テレビ映画部門）
- 『風に向かって』
  - In a Child's Name
  - 『裸の女王/ジョセフィン・ベイカー・ストーリー』
  - 『潮風のサラ』
  - 『裁かれた壁〜アメリカ・平等への闘い〜』

#### 助演男優賞
- ルイス・ゴセット・ジュニア - 『裸の女王/ジョセフィン・ベイカー・ストーリー』
  - ラリー・ドレイク - 『L.A.ロー 七人の弁護士』
  - マイケル・ジェッター - Evening Shade
  - リチャード・カイリー - 『裁かれた壁〜アメリカ・平等への闘い〜』
  - ディーン・ストックウェル - 『タイムマシーンにお願い』

#### 助演女優賞
- アマンダ・ドノホー - 『L.A.ロー 七人の弁護士』
  - サミ・デイヴィス - Homefront
  - フェイス・フォード - 『TVキャスター マーフィー・ブラウン』
  - エステル・ゲティ - The Golden Girls
  - パーク・オーヴァーオール - Empty Nest
  - リー・パールマン - 『チアーズ』
  - ジーン・ステイプルトン - Fire in the Dark